# Свято-Троицкий Мотронинский монастырь
Свято-Троицкий Мотронинский монастырь, Мотренинский монастырь — православный монастырь расположен в Черкасской области.
Монастырь был основан (или восстановленный) как мужской в XVI столетии, с 1911 года стал женским, закрыт в 1929 году правительством УССР, восстановлен 1991 году.

## История
Мотронинский монастырь расположен на территории так называемого скифского мотронинского городища. Местность, на которой построен монастырь, представляет плоскую возвышенность, у подножия которой истекают речки. История основания Мотронинского монастыря теряется в глубине веков, окутана легендами и пересказами. Несколько правдоподобнее предположение, высказанное Руликовским, что Мотронинский монастырь мог быть основан кем-либо из князей Глинских, которые в 1495—1637 годах владели Радивоновской землёй, в состав которой входила местность, на которой возник монастырь. Первое положительное сведение о Мотронинском монастыре относится к 1568 году; в это время собравшиеся в Мотронинском лесу иноки образовали скит и испросили у митрополита Киевского и Галицкого (Западнорусской митрополии) Ионы III Протасовича право на отправление богослужения в часовне.
В 1620—1621 годах гетман Пётр Кононович Сагайдачный построил церковь и утвердил за монастырём земельное владение. В 1648 году начальник монастыря получил от митрополита звание игумена и в монастыре заложена была церковь Предтеченская; первым игуменом был Пафнутий, скончавшийся в 1695 году. В 1648 году митрополит Сильвестр Коссов снабдил трапезную монастырскую церковь антиминсом. Мотронинский монастырь пользовался покровительством митрополита Иосифа Тукальского и гетмана Дорошенко, как о том свидетельствуют универсалы последнего с 1669 и 1671 годов. Во время турецких походов на Чигирин в 1672 и особенно в 1677—1678 годах монастырь был сильно разрушен. Хроники пишут, что в те времена Мотронинский монастырь был «сожжён и вконец разорён».
Но уже в 1685 монастырь встаёт из пепла, он получает благословение киевского митрополита Гедеона на каплицу и церковь в своих вечных пещерах.
В 1717 году, по просьбе переяславского епископа Кирилла Шумлянского Чигиринский староста, князь Ян Каетан Яблуневский, помогает отстраивать разрушенную обитель: он освобождает монастырь от податей и подтверждает его право на численные землевладения. 21 июня 1727 года была освящена вновь выстроенная Троицкая церковь.
Известный православный деятель Мельхиседек Значко-Яворский в 1753 году избран был братией в игумены и утверждён в этой должности переявлавским епископом Иоанном. Далее Мотронинский монастырь оказывается в самом водовороте крестьянских восстаний, апогеем которых стало восстание под названием «Колиивщина» в 1768 году.
После 1795 года Мотронинский монастырь перешёл в ведение Киевской епархии. В 1845 году в Мотронинском монастыре побывал Т. Г. Шевченко и оставил акварельное изображение монастыря.
В 1911 году монастырь становится женским. После революций (переворотов) 1917 года стены монастыря играют роль штаба для местного холодноярского населения в восстаниях против большевистской политики террора на территории Украины, вследствие чего в 1921—1922 годов со стороны большевиков подвергается разграблению, надругательством над монахинями и другими актами варварства, что в конце концов в 1923 году приводит к закрытию монастыря.
В 1943 году немцами была уничтожена деревянная церковь Иоанна Златоуста вместе с молящимися в ней людьми.
В 1991 году Мотронинский монастырь был возвращён церкви и начато его восстановление.

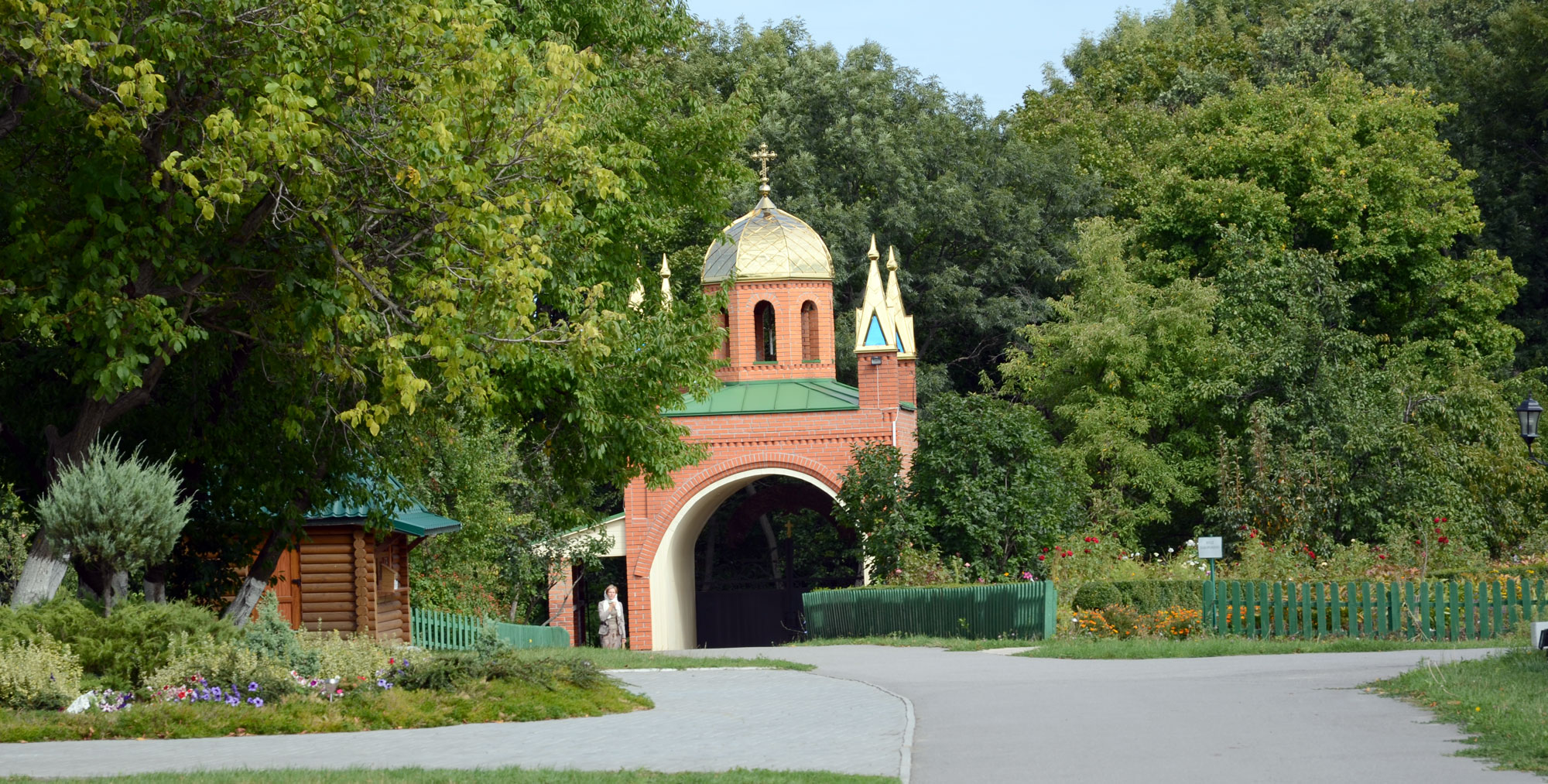
Вход на территорию монастыря.
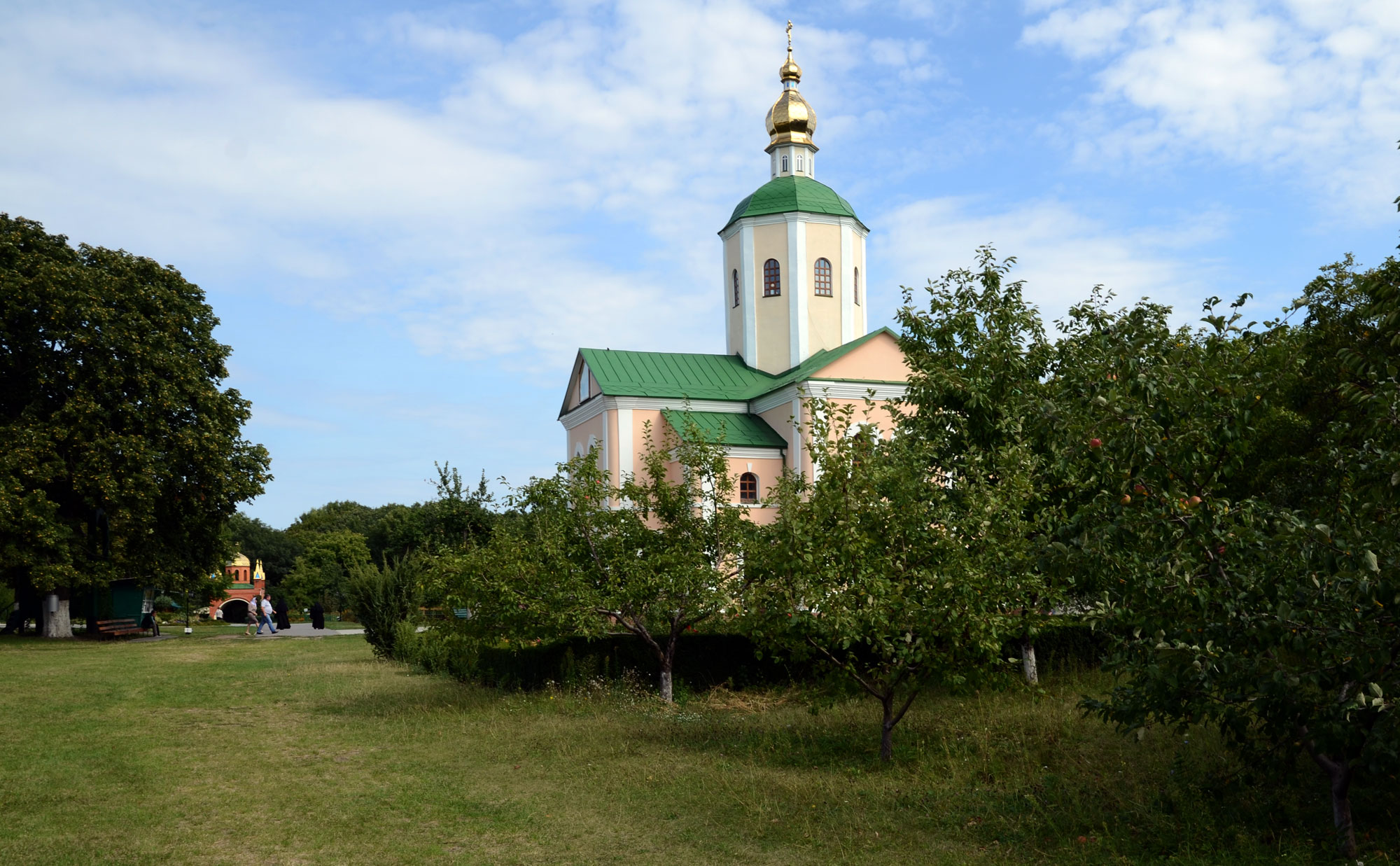
Троицкая церковь (1727 г.).
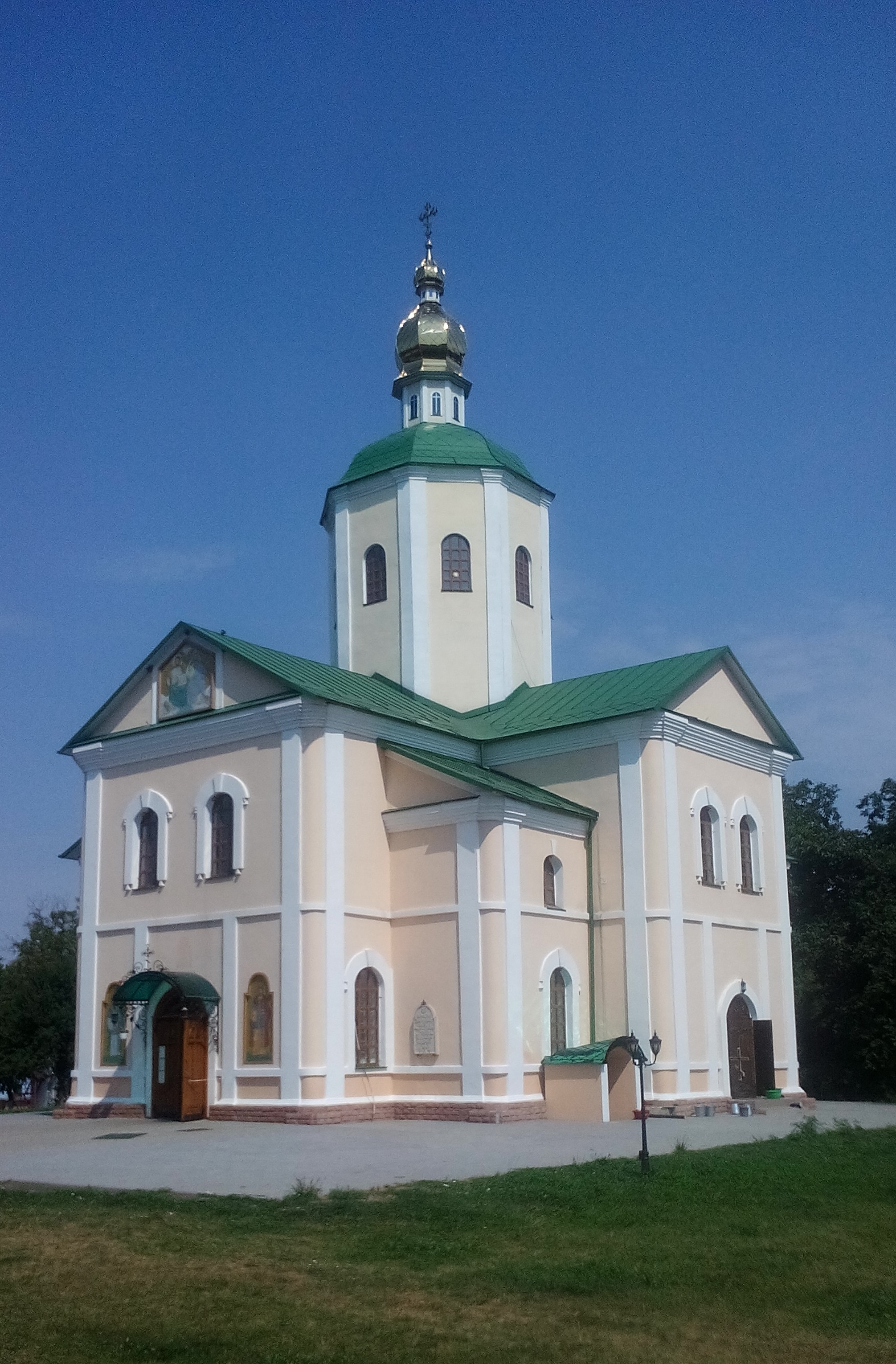
Троицкая церковь (1727 г.).
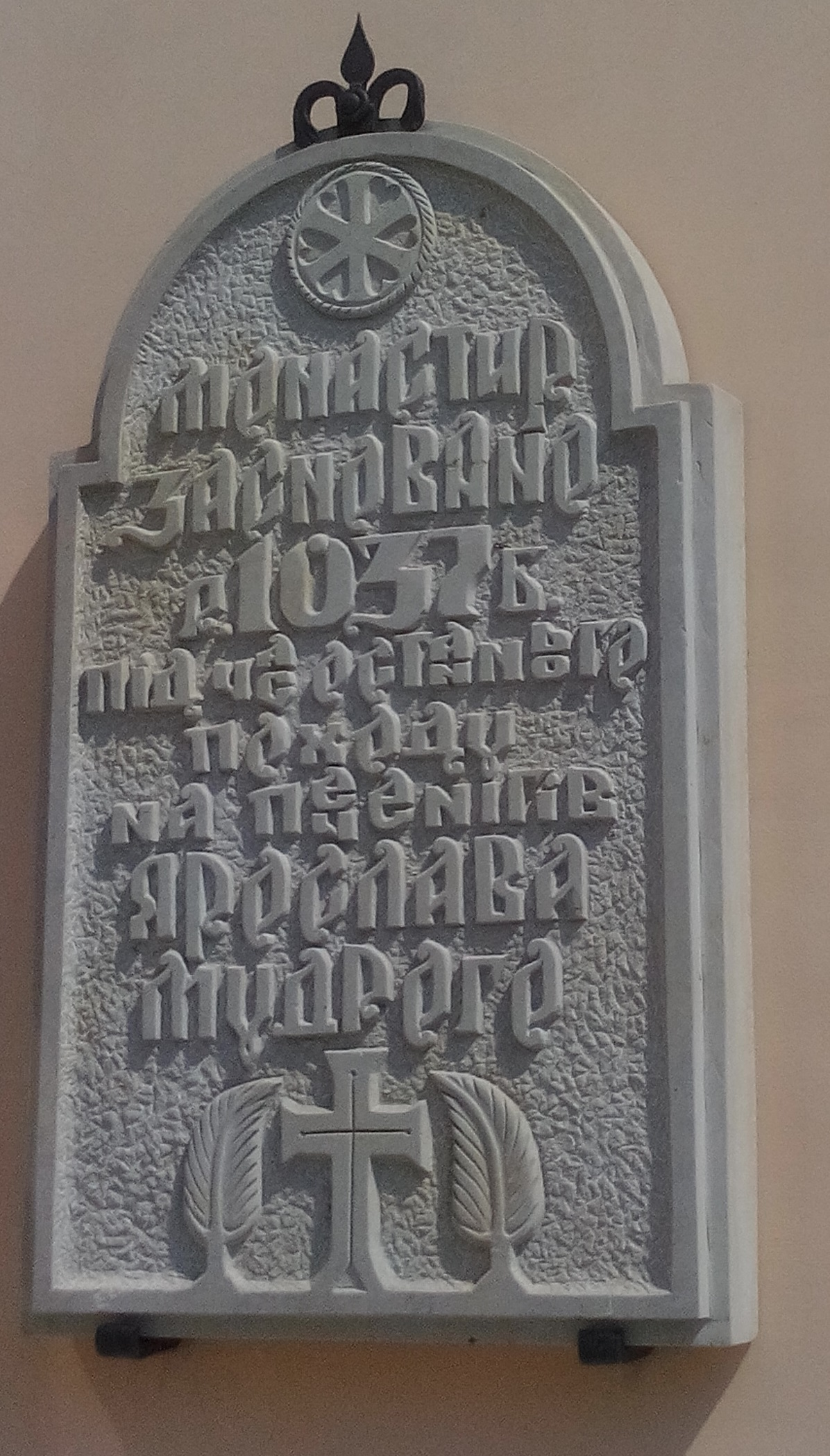
Памятная доска о основании монастыря. Троицкая церковь (1727 г.).
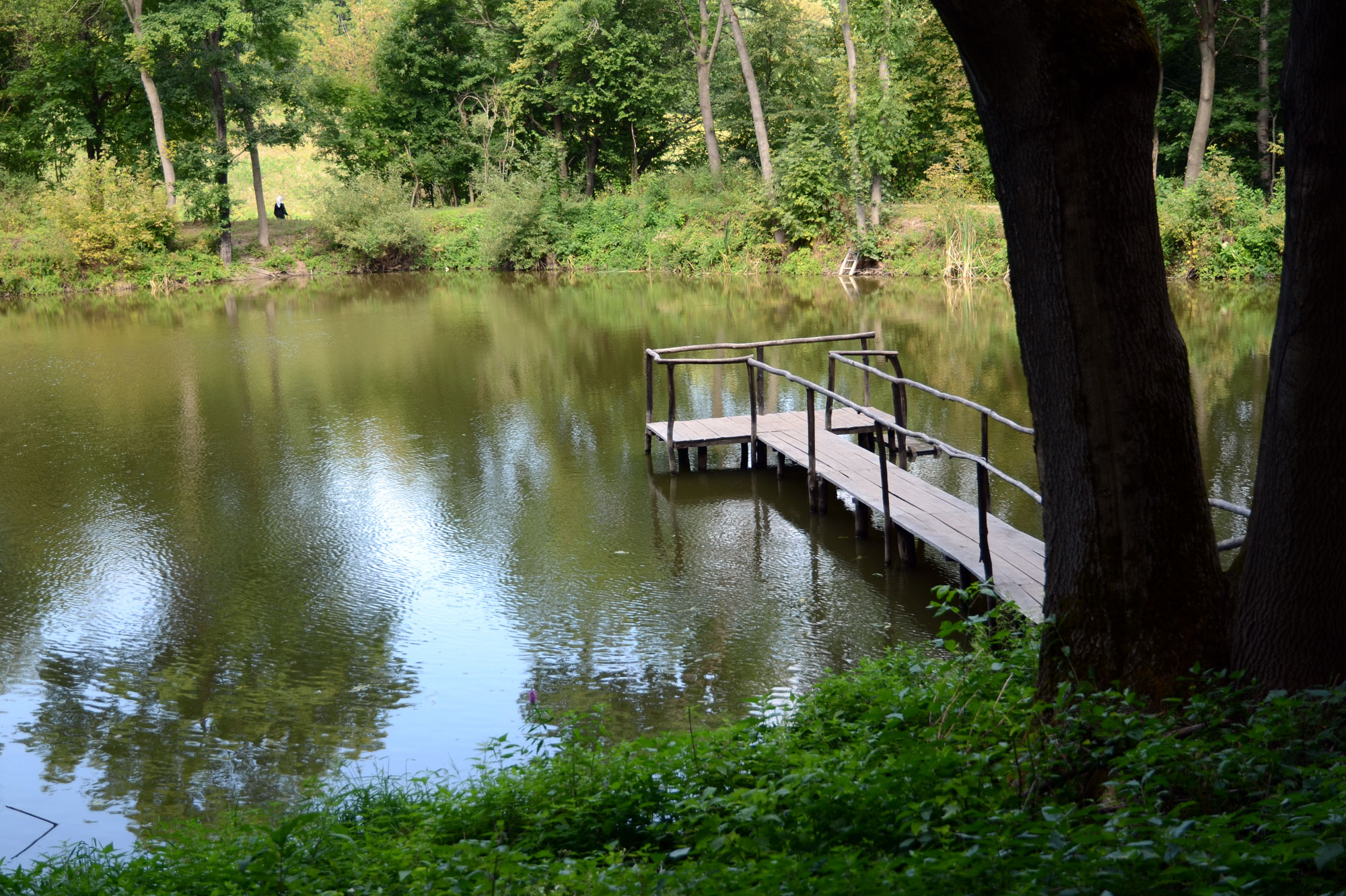
Прудик в лесу возле монастыря.
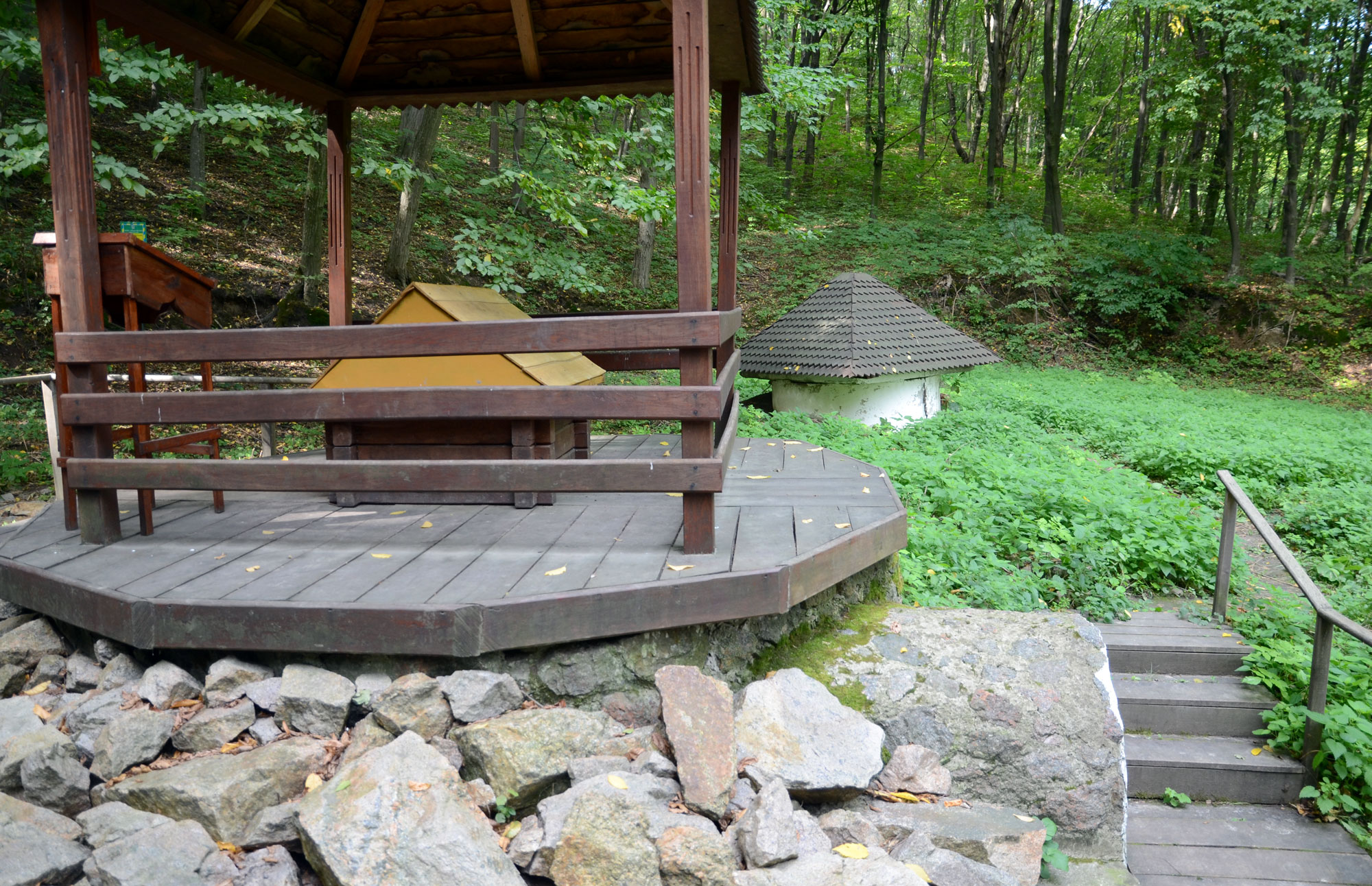
Источник.
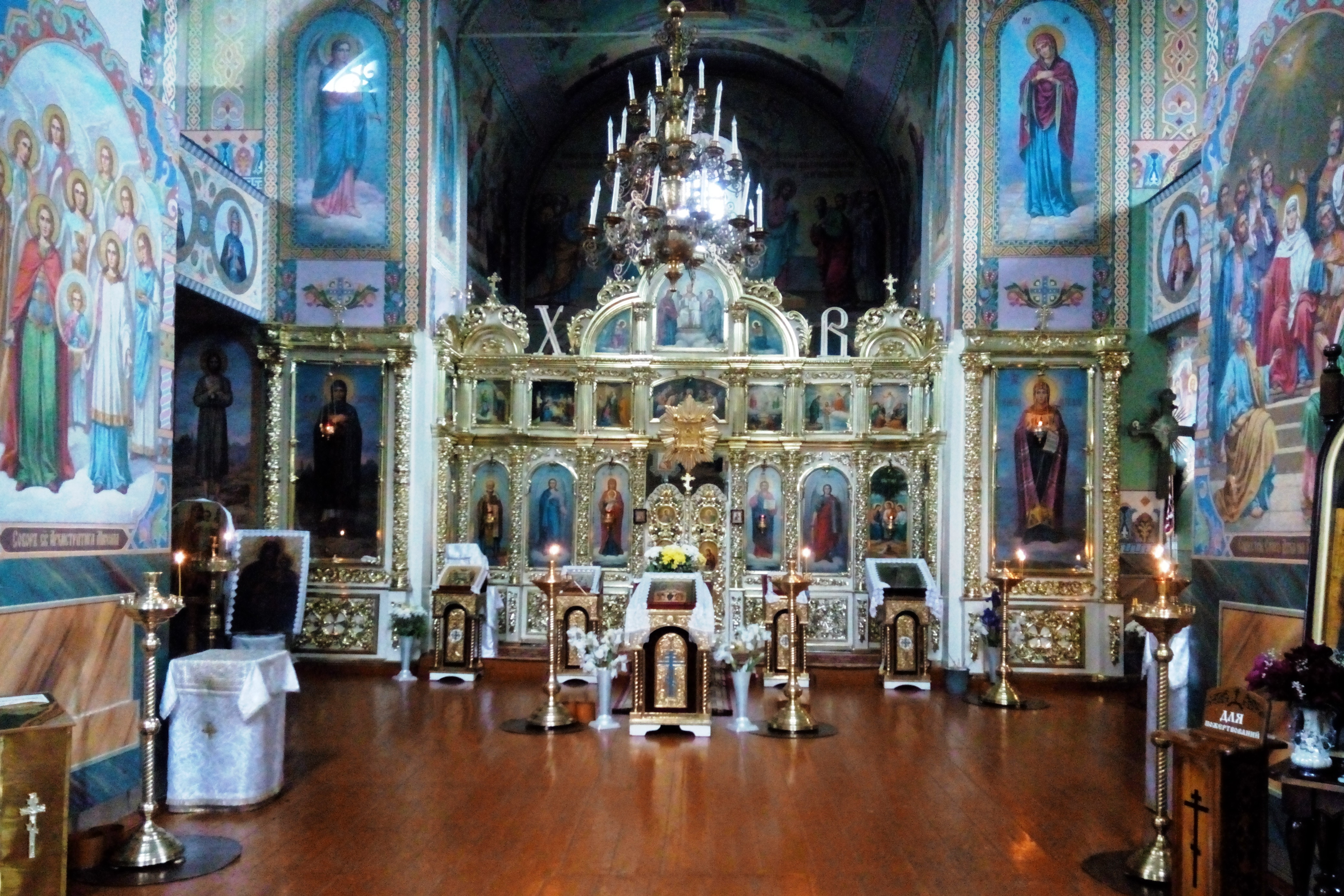
Иконостас